# DJ cha-p
DJ cha-p（ディージェーチャッピー、本名：勝又 智和（かつまた ともかず）、1975年8月22日 - ）は、日本のDJ、編曲家、音響エンジニア。埼玉県出身。血液型はO型。

## 略歴
1996年に当時、人気のあったテレビ番組『ボキャブラ天国』に出演していた金谷ヒデユキのアレンジ、マニピュレートを担当しライブ音源、レコーディングに参加する。
その後、当時在学していたミューズ音楽院の勧めで音楽プロダクションPUBLIC IMAGE傘下のMITにプリプロエンジニア、マニピュレーターとして所属したが、すぐに離れる。
その後、目立った活動は無かったが、SMSサイトmixiの情報では2008年頃からDJ活動を始めている。マイケル・フォーチュナティ、紅音ほたる、荒木さやか、DJ KOOなどのアーティスト招致イベントにてDJ共演している。
DJ活動は幅広く、栃木、群馬、茨城、千葉、神奈川、東京、埼玉、関東一円が主になっている。
横浜の中区にあるクラブVIRUS YOKOHAMAの名付け親であり、代表を務めていた。現在の代表は不明である。
2014年現在ではクラブハウスの運営プロデュース、電気設備、音響設備会社の経営、DJ、REMIX楽曲提供などしている。

## Remix
- Keshia Chanté「TABLE DANCER [PASSION & CHA-P REMIX] - Single」

ITUNES.APPLE.COM

### 編曲
- 金谷ヒデユキ「DO THE ROLLING」「YELLOW CHRISTMAS」「おばあちゃんの知恵袋」「未来予定図Ⅱ」「素敵な彼」他、ライブでの未発表曲

### マニピュレート作品
- 金谷ヒデユキ「DO THE ROLLING」「YELLOW CHRISTMAS」「おばあちゃんの知恵袋」「未来予定図Ⅱ」「素敵な彼」

## REMIX参加
- T-ARA「Bo Beep Bo Beep」「Roly-Poly」「yayaya」